# Helina nemorum
Helina nemorum este o specie de muște din genul Helina, familia Muscidae. A fost descrisă pentru prima dată de Stein în anul 1915. Conform Catalogue of Life specia Helina nemorum nu are subspecii cunoscute.